# تاتيانا ماكاروفا
تاتيانا بتروفنا ماكاروفا (بالروسية: Татьяна Петровна Макарова؛ 25 سبتمبر 1920-25 أغسطس 1944) طيَّارة في فوج حرس تامان الجوي للقاذفات الليلية السادس والأربعون، أحد أفواج الطيران الثلاث النسائية التي أسستها مارينا راسكوفا. حصلت بعد وفاتها على لقب بطل الاتحاد السوفيتي بعد أن أسقطّت قوات المحور الطائرة التي كانت تحلقها بها مع فيرا بيليك فوق بولندا المحتلة من قبل النازيين.

## حياتها المدنية
ولدت ماكاروفا في 25 نوفمبر 1920 لعائلة روسية من الطبقة العاملة في موسكو؛ كان والدها عامل بريد أصيب خلال الحرب العالمية الأولى وكانت والدتها أُمية. بعد أن أكملت سبع سنوات من دراستها في 1935، بدأت العمل في مصنع للحلويات. بعد الانتهاء من التدريب الأساسي في نادى الطيران المحلي، حاولت دخول أكاديمية عسكرية، لكنها قوبلت بالرفض لأنه لم يُسمح للنساء بالانضمام. واصلت متابعة الطيران وفي 1939 تخرجت من المدرسة المهنية. في ذلك العام أكملت دورات الطيران الخاصة بها. في 1940 حصلت على رتبة رقيب وأصبحت معلمة طيران في نادي الطيران الذي كانت قد تدربت فيه. ثم أصبحت عضوة في الحزب الشيوعي السوفيتي عام 1942.

## حياتها العسكرية
بعد أقل من شهر من إنشاء مارينا راسكوفا لوحدة الطيران النسائية في أوائل أكتوبر 1941، تطوعت ماكاروفا للانضمام وقُبلت فيه. بعد تخرجها من مدرسة إنجلز العسكرية للطيران، تمركزت في الجبهة الحربية في مايو 1942 كقائد رحلة في الفوج 588 قاذفات ليلية والذي كُرمّ لاحقاً بتسمية الحرس فأعيدت تسميته إلى فوج حرس القاذفات الليلية السادس والأربعون. في نفس العام أُرسلّت إلى الجبهة الشرقية. وفي 19 أكتوبر 1942، مُنحت وسام الراية الحمراء لإكمالها 195 مهمة. فيما مضى، تمكنت من الهبوط بطائرتها بعد أن استُهدفّت بوابل من النيران المضادة للطائرات والأضواء الكاشفة؛ بعد أن فقدت السيطرة مؤقتاًً، تمكنت من تشتيت انتباه القوات الألمانية بإطلاق قنبلة أخرى، مما أتاح لها وقتاً كافياً لمغادرة المنطقة والهبوط. شاركت ماكاروفا في حملات القصف ضد القوات الألمانية في شمال القوقاز والقرم وكوبان وشبه جزيرة تامان وبيلاروسيا وبروسيا الشرقية.
في 1943 ترقّت إلى منصب قائد سرب بعد أن قرر الفوج إضافة سرب ثالث ولكن بعد مقتل ثمانية من أفراد سربها فوق كوبان في ليلة واحدة، ألقت باللوم على نفسها وطلبت إعادة رتبتها إلى قائد رحلة وهو ما قوبل. كما طلبت صديقتها فيرا بيليك، التي كانت لا تنفصل عنها، خفض رتبتها من ملاح سرب إلى ملاح رحلة من أجل البقاء في طاقمها. وصفت رئيسة الأركان، إيرينا راكوبولسكايا، ماكاروفا بأنها خفيفة للغاية في واجباتها وانتقدتها لعدم تشددها مثل نظيرتها ماريا سميرنوفا. ومع ذلك، وصفتها أولغا غولوبيفا تيريس، التي طارت تحت قيادتها، بأنها قائدة جيدة.
لتحسين دقة هجماتها، كانت ماكاروفا تطير غالباً على ارتفاع 100-150 متراً قبل إلقاء القنابل. قبل وفاتها في القتال، أصبحت هي وفيرا بيليك أول طاقم من فوجهما يقصف الأراضي الألمانية؛ في تلك المهمة، ألقيا قنابلهما على بروسيا الشرقية.
كانت آخر مهمة لها في استروينكا في 25 أغسطس 1944؛ كالعادة، طارت مع فيرا بيليك. حيث تمكنتا من إلقاء قنبلة على الهدف لكن العدو رصد طائرتهما، بعد أن أطلق أضواء كاشفة وذخائر مضادة للطائرات. تابعت مقاتلة طائرتهما أثناء عودتهما إلى القاعدة الجوية وأسقطت طائرتهما فوق الأراضي السوفيتية. بسبب الحمولة الثقيلة التي كان على الطائرة أن تحملها للقصف الليلي، لم يكن لدى ماكاروفا ولا بيليك مظلة وماتت الاثنتان في الطائرة المحترقة. إجمالاً نَفَذَت ماكاروفا 628 طلعة جوية أسقطت خلالها، 96 طناً من القنابل، نتج عنها تدمير عبارتين ومدفعين مضادين للطائرات وبطارية أضواء كاشفة ومستودعين للذخيرة وقتل أكثر من فصيلتين من جنود العدو.

## الأوسمة والتكريم

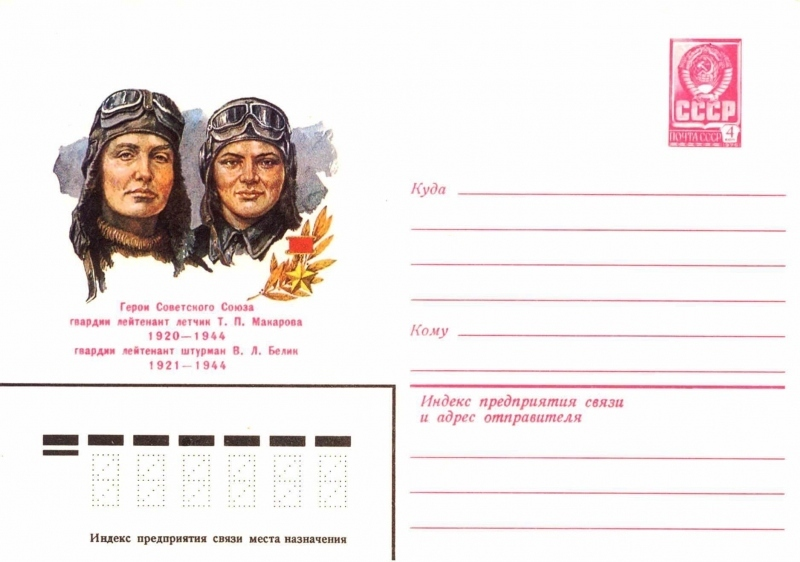
مظروف سوفيتي يصور ماكاروفا وبيليك

- بطل الاتحاد السوفيتي (23 فبراير 1945)
- وسام لينين (23 فبراير 1945)
- وسامان للراية الحمراء (19 أكتوبر 1942 و 30 يوليو 1944)
- وسام الحرب الوطنية من الدرجة الأولى (25 أكتوبر 1943)[11]

لتكريم ذكراها، خُصصّ لها متحف صغير في جنوب موسكو (في إليفاتورني بيرولوك، 115404، موسكو) وأطلق اسمها على شارع في موسكو ومدرسة في كرج وأقيم لها نُصب تذكاري في المدرسة الفنية حيث درست و مظروف رسمي للاتحاد السوفيتي يحمل صورتها بجوار صورة فيرا بيليك.

### كتب
- Cottam، Kazimiera (1998). Women in War and Resistance: Selected Biographies of Soviet Women Soldiers. Newburyport, MA: Focus Publishing/R. Pullins Co. ISBN:1585101605. OCLC:228063546.
- Rakobolskaya، Irina؛ Kravtsova، Natalya (2005). Нас называли ночными ведьмами: так воевал женский 46-й гвардейский полк ночных бомбардировщиков [We were called night witches: this is how the female 46th Guards regiment of night bombers fought]. Moscow: University of Moscow Press. ISBN:5211050088. OCLC:68044852.
- Simonov، Andrey؛ Chudinova، Svetlana (2017). Женщины - Герои Советского Союза и России [Women - Heroes of the Soviet Union and Russia]. Moscow: Russian Knights Foundation and Museum of Technology Vadim Zadorozhny. ISBN:9785990960701. OCLC:1019634607.
- Magid, Aleksandr (1960). Гвардейский Таманский авиационный полк [Guards Taman Aviation Regiment] (بالروسية). Moscow: DOSLAF. OCLC:881535802.